# Potiosa
Potiosa là một chi bướm đêm thuộc phân họ Olethreutinae trong họ Tortricidae.

## Các loài
- Potiosa vapulata Diakonoff, 1963